# カスティリオーネ・デッレ・スティヴィエーレ
カスティリオーネ・デッレ・スティヴィエーレ（イタリア語: Castiglione delle Stiviere）は、イタリア共和国ロンバルディア州マントヴァ県にある都市であり、その周辺地域を含む人口約23,000人の基礎自治体（コムーネ）。
県都マントヴァに次いで県内第二位のコムーネ人口を有する。マントヴァとブレシアとの間、ガルダ湖の南西約10kmに位置する。歴史上はしばしば戦場となっており、特に1796年のカスティリオーネの戦いは、ナポレオン・ボナパルトが名を挙げた戦闘の一つである。カトリック教会の聖人アロイシウス・ゴンザーガの出生地であり、彼を守護聖人としている。

## 地理

### 位置・広がり
マントヴァ県北西端に位置するコムーネ。ガルダ湖南西端のデゼンツァーノ・デル・ガルダから南南西へ10km、ブレシアから南東へ27km、県都マントヴァから北西へ35km、ヴェローナから西へ40km、州都ミラノから東へ102kmの距離にある。

#### 隣接コムーネ
隣接するコムーネは以下の通り。BSはブレシア県所属。
- ロナート・デル・ガルダ (BS) - 北
- ソルフェリーノ - 南東
- メードレ -  南
- カステル・ゴッフレード - 南
- カルペネードロ (BS) - 南西
- モンティキアーリ (BS) - 西
- カルチナート (BS) - 北西

### 地勢
カスティリオーネの市街は、ガルダ湖の氷堆石の丘の上にある。

### 気候分類・地震分類
気候分類では、zona E, 2363 GGに分類される。
また、イタリアの地震リスク階級 (it) では、zona 2 (sismicità media) に分類される。

## 行政

### 分離集落
カスティリオーネには、以下の分離集落（フラツィオーネ）がある。
- Astore, Gozzolina, Grole, San Vigilio

## 姉妹都市
- ベッツェッカ、イタリア
- モンテプランドーネ、イタリア
- バランタン、フランス
- ロイトキルヒ・イム・アルゴイ（英語版）、ドイツ